# CBS 뉴스릴레이
CBS 뉴스릴레이는 CBS 표준FM에서 방송했던 라디오 뉴스 프로그램이다.

## 역사
1987년 10월 19일 CBS가 보도기능을 회복하면서 첫방송을 시작했으며, 원래는 오후 2시 30분에 방송했으나, 2004년 5월 10일부터 낮 1시 30분으로 시간대를 앞당겨 방송하다가, 2008년 5월 10일 방송을 마지막으로 폐지되었다.

## 역대 방송시간
| 방송 채널  | 방송 기간                         | 방송 시간                       |
| ---------- | --------------------------------- | ------------------------------- |
| CBS 표준FM | 1987년 10월 19일 ~ 2004년 5월 8일 | 월~토요일 오후 2:30 ~ 오후 2:55 |
| CBS 표준FM | 2004년 5월 10일 ~ 2008년 5월 10일 | 월~토요일 낮 1:30 ~ 낮 1:55     |